# دانشنامه المورد
دانشنامهٔ المَورِد یا دانشنامهٔ درآیند (به عربی: موسوعة المَورِد) (به انگلیسی: Mawsuat al-Mawrid) دانشنامه‌ای یازده‌جلدی انگلیسی - عربی مصوّر اثر منیر بعلبکی است که با مراجعه به حدود ۳۳ منبع دانشنامه‌ای با بیش از ۲۲ هزار مدخل (تکواژشناسی) گردآوری شده است. بار نخست در ده جلد به‌اضافهٔ یک جلد برابرنامه در سال‌های ۱۹۸۰–۱۹۸۳ از سوی انتشارات دارالعلم للملایین در بیروت لبنان در ۲٬۴۰۰ صفحه چاپ شد. نخست به‌ترتیب الفبای انگلیسی (شیوهٔ نگارنده در دیگر آثارش) و سپس در سال ۱۹۹۰ به‌ترتیب الفبای عربی در دو جلد بزرگِ ۱٬۳۳۷ صفحه‌ای با عنوان اصلیِ «دانشنامهٔ عربی المورد» (به عربی: موسوعة المورد العربية) و با عنوان فرعیِ «دائرةالمعارف کارآیند برگرفته از دانشنامهٔ درآیند» (به عربی: دائرة معارف میسرة مقتبسة عن موسوعة المورد) بازچاپ شد. این دانشنامه نزد نویسندگان و پژوهشگران در خاورمیانه به عنوان یک مرجع معتبر ارزشمند شناخته می‌شود؛ به‌ویژه به‌خاطر سبک نوشتاری و گستردگی مدخل‌های آن.

## جایگاه مرجعی
المورد در برخی منابع، «گسترده‌ترین دانشنامهٔ عربی در نوع خود» توصیف شده‌است؛ از منابع پرکاربرد نزد دانشجویان و دانش‌آموزان عرب‌زبان به‌ویژه در لبنان، اردن، سوریه و فلسطین است و جایگزینی است برای منابع کهن عربی که دسترسی و خوانش آن‌ها ممکن است آسان نباشد. همچنین، از منابع برخی پژوهشگران عرب‌زبان ایرانی یا پژوهشگران ایرانی در زبان عربی است. برای مثال، در کتابخانه‌های کشورهای زیر به عنوان کتاب مرجع در دسترس است:
 ژاپن: دانشگاه زبان‌های خارجی توکیو.
 ایران: در کنسرسیوم محتوای ملی ثبت شده، از فراداده‌ها در کتابخانهٔ دانشگاه شیراز، کتابخانهٔ مرکزی رضوی و مرکز دائرةالمعارف بزرگ اسلامی، است.
 سودان: کتابخانهٔ دانشگاه نیلین. (رده:A/903.217)
 عربستان: کتابخانهٔ دانشگاه علوم امنیتی نایف، کتابخانهٔ دانشگاه ام‌القری، (شمارهٔ ثبت: eb1872) و در کتابخانهٔ مسجدالحرام.
 دولت فلسطین: از مراجع کتابخانهٔ دانشگاه بیت لحم و دانشگاه ملی النّجاح
 قطر: از مجموعه مراجع کتابخانهٔ دانشگاه قطر.
 کویت: کتابخانهٔ بنیاد همگانی اوقاف.
 موریتانی: از مراجع کتابخانهٔ دانشگاه نواکشوت. (شماره: ۰۹۲۰۱۹۲۶۸۰۵)

## ساختار
نگارنده پیش از دیباچهٔ جلد یکم، گفته‌ای از عمادالدین اصفهانی (شهرت‌یافته نزد کاتبان) آورده که گویای ناتوانی انسان در نگارش اثری «کامل» است:
 همانا من این‌چنین دیدم که، هیچ‌کس کتابی ننوشت مگر آنکه فردایش گفت: اگر فلان کلمه را دیگرگون کنم بهتر شود، اگر فلان حرف را افزون کنم نیک‌تر گردد، اگر فلان جمله را پس دهم مِهتر شود، اگر فلان سخن را پیش دهم زیباتر آید؛ و این از بزرگترین پندهاست و مدرکی است (راهنما-برهان) برایِ چیرگیِ نقص (کمبود) بر همهٔ بشر.
سپس سرنوشت نگارش دانشنامه را نوشته است که از سال ۱۹۶۷ شروع شد و گردآوری آن سیزده سال به طول انجامید. می‌گوید که تلاش داشته تا اثری نسبتاً کامل دانشنامه‌ای از مواد علمی، هنری و ادبی و افراد و اماکن برجسته گرد آورَد؛ دربارهٔ سبک نگارش آن می‌گوید که موادش «آن‌قدر کوتاه نیست که اخلال ایجاد کند، و آن‌قدر دراز نیست که ملال آورَد» :
 فلا هی بالموجزة حتی الإخلال ولا هی بالمطوَّلة حتی الإملال
 سپس ده نکته را ذکر می‌کند که شامل ویژگی‌های دانشنامه است. تاریخ پایان نگارش این دانشنامه، برپایهٔ آنچه در پایانِ دیباچه آمده، ۱۰ اکتبر ۱۹۷۹ در بیروت بوده است.

## فرهنگ ـ زندگی‌نامهٔ المورد
منیر بعلبکی بعدها زندگی‌نامه‌ها را از دانشنامهٔ المورد جدا کرد و عنوانش را «معجم أعلام المورد» (به‌معنای: فرهنگ زندگی‌نامه‌ایِ المورد) گذاشت؛ اولین بار در ۱۹۹۲ چاپ شد. این اثر نیز دانشنامه‌ای است که مجموعه زندگی‌نامه‌های بیش از ۴۰۰۰ تن از برجسته‌ترین افراد سرشناس شرقی و غربی، نوین و کهن را در ۵۴۴ صفحهٔ سه‌ستونیِ مصور دربرمی‌گیرد. بعلبکی برای این اثر از حدود ۶۷ منبع انگلیسی، عربی و فرانسوی سود جسته‌است.